# Trina Gulliver
Catrina "Trina" Elizabeth Gulliver, née le 30 novembre 1969, est une joueuse de fléchettes professionnelle anglaise. Elle est dix fois championne du monde professionnelle de fléchettes féminines de la British Darts Organization (BDO). En 2003, elle est nommée personnalité sportive de l'année par la BBC Midlands.

## Carrière
Depuis l'introduction du Championnat du monde féminin de la British Darts Organization en 2001, Gulliver est restée invaincue dans la compétition jusqu'à sa défaite au Championnat 2008 face à Anastasia Dobromyslova. 
Elle est de nouveau battue lors de la finale du Championnat du monde 2009 par son amie  Hoenselaar. En 2010, elle redevient championne du monde pour la première fois depuis 2007 puis défend son titre en 2011.
Gulliver remporte huit fois le British Pentathlon (en) féminin. Elle participe également à plusieurs reprises à l'épreuve masculine, avec un meilleur classement de douzième en 2001.
Gulliver est sponsorisé par Winmau (en), la marque leader de fléchettes et est nommée en 2003 personnalité sportive de l'année par la BBC Midlands.
Elle est nommée membre de l'Ordre de l'Empire britannique (MBE) en 2013 pour services rendus aux fléchettes et à la collecte de fonds caritative.

## Résultats aux championnat du monde

### BDO
- 2001 : Vainqueur (contre Mandy Solomons 2-1)
- 2002 : Vainqueur (contre Francis Hoenselaar 2-1)
- 2003 : Vainqueur (contre Anne Kirk 2-0)
- 2004 : Vainqueur (contre Francis Hoenselaar 2-0)
- 2005 : Vainqueur (contre Francis Hoenselaar 2-0)
- 2006 : Vainqueur (contre Francis Hoenselaar 2-0) [5]
- 2007 : Vainqueur (contre Francis Hoenselaar 2-1) [6]
- 2008 : Finale (défaite contre Anastasia Dobromyslova 0–2)
- 2009 : Finale (défaite contre Francis Hoenselaar 1–2)
- 2010 : Vainqueur (contre Rhian Edwards 2-0)
- 2011 : Vainqueur (contre Rhian Edwards 2-0)
- 2012 : Demi-finales (défaite contre Anastasia Dobromyslova 0–2)
- 2013 : Demi-finales (défaite contre Anastasia Dobromyslova 1–2)
- 2014 : 1er tour (défaite contre Tamara Schuur 0-2)
- 2015 : Quarts de finale (défaite contre Lisa Ashton 0-2)
- 2016 : Vainqueur (contre Deta Hedman 3–2)
- 2017 : Quarts de finale (défaite contre Aileen de Graaf 0-2)
- 2018 : Demi-finales (défaite contre Anastasia Dobromyslova 0-2)
- 2019 : Quarts de finale (défaite contre Lorraine Winstanley 0-2)